# 위창

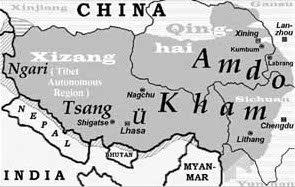
위창 지방의 위치

위창(Ü-Tsang, 티베트어: དབུས་གཙང་, 중국어: 卫藏)은 티베트의 전통 지방 구분 세 개 중 중부를 뜻하는 말이다. 북부를 뜻하는 암도(Amdo)와 남부를 뜻하는 캄(kham)도 있다. 지정학적으로 위창은 티베트 문명권의 중앙과 서부를 차지하고 있었다.